# Zefyri
Zefyri är en ort i Grekland.   Den ligger i prefekturen Nomarchía Dytikís Attikís och regionen Attika, i den sydöstra delen av landet, 10 km norr om huvudstaden Aten. Zefyri ligger 124 meter över havet och antalet invånare är 9 454.
Terrängen runt Zefyri är varierad.Runt Zefyri är det mycket tätbefolkat, med 6 472 invånare per kvadratkilometer. Närmaste större samhälle är Aten, 9,7 km söder om Zefyri. Runt Zefyri är det i huvudsak tätbebyggt.